# ژرژ ترومبر
ژرژ ترومبر (فرانسوی: Georges Trombert‎; ۱۰ اوت ۱۸۷۴ – ۲۷ فوریهٔ ۱۹۴۹) شمشیرباز اهل فرانسه بود.
وی همچنین برندهٔ جوایزی همچون لژیون دونور (شوالیه) شده‌است.
وی در مسابقات کشوری و بین‌المللی در مجموع برندهٔ ۲ مدال نقره، ۱ مدال برنز شده‌است.